# Taxkorgan
Huyện tự trị Tajik Taxkorgan (âm Hán Việt: Tháp Thập Khố Nhĩ Can, chữ Hán giản thể: 塔什库尔干塔吉克自治县) là một huyện tự trị thuộc địa khu Kashgar, Tân Cương, Cộng hòa Nhân dân Trung Hoa. Huyện này có diện tích 52.300 ki-lô-mét vuông, dân số năm 2002 là 30.000 người. Về mặt hành chính, huyện này được chia thành 1 trấn, 11 hương và 2 trường.
- Trấn: Taxkorgan
- Hương: Taxkorgan, Đề-tư-na-phủ, Tháp-hiệp-mạn, hương dân tộc Kha-nhĩ-khắc-tư Kha-khắc-á, Đạt-bố-đạt-nhĩ, Khố-khắc-tây-lực-khắc, Ban-địch-nhĩ, Ngõa-kháp, Mã-nhĩ-dương, Đại Đồng, Bố-lôn-mộc-sa, nông trường chăn nuôi dê Ma-trát-chủng, lâm trường chăn nuôi Ba-trát-đạt-tây-đề.

## Khí hậu
| Dữ liệu khí hậu của Tashkurgan, elevation 3.090 m (10.140 ft), (1991–2020 normals, extremes 1971–2010) | Dữ liệu khí hậu của Tashkurgan, elevation 3.090 m (10.140 ft), (1991–2020 normals, extremes 1971–2010) | Dữ liệu khí hậu của Tashkurgan, elevation 3.090 m (10.140 ft), (1991–2020 normals, extremes 1971–2010) | Dữ liệu khí hậu của Tashkurgan, elevation 3.090 m (10.140 ft), (1991–2020 normals, extremes 1971–2010) | Dữ liệu khí hậu của Tashkurgan, elevation 3.090 m (10.140 ft), (1991–2020 normals, extremes 1971–2010) | Dữ liệu khí hậu của Tashkurgan, elevation 3.090 m (10.140 ft), (1991–2020 normals, extremes 1971–2010) | Dữ liệu khí hậu của Tashkurgan, elevation 3.090 m (10.140 ft), (1991–2020 normals, extremes 1971–2010) | Dữ liệu khí hậu của Tashkurgan, elevation 3.090 m (10.140 ft), (1991–2020 normals, extremes 1971–2010) | Dữ liệu khí hậu của Tashkurgan, elevation 3.090 m (10.140 ft), (1991–2020 normals, extremes 1971–2010) | Dữ liệu khí hậu của Tashkurgan, elevation 3.090 m (10.140 ft), (1991–2020 normals, extremes 1971–2010) | Dữ liệu khí hậu của Tashkurgan, elevation 3.090 m (10.140 ft), (1991–2020 normals, extremes 1971–2010) | Dữ liệu khí hậu của Tashkurgan, elevation 3.090 m (10.140 ft), (1991–2020 normals, extremes 1971–2010) | Dữ liệu khí hậu của Tashkurgan, elevation 3.090 m (10.140 ft), (1991–2020 normals, extremes 1971–2010) | Dữ liệu khí hậu của Tashkurgan, elevation 3.090 m (10.140 ft), (1991–2020 normals, extremes 1971–2010) |
| Tháng                                                                                                  | 1 | 2 | 3 | 4 | 5 | 6 | 7 | 8 | 9 | 10 | 11 | 12 | Năm |
| --- | --- | --- | --- | --- | --- | --- | --- | --- | --- | --- | --- | --- | --- |
| Cao kỉ lục °C (°F)                                                                                     | 6.5 (43.7)                                                                                             | 12.2 (54.0)                                                                                            | 18.9 (66.0)                                                                                            | 22.0 (71.6)                                                                                            | 25.1 (77.2)                                                                                            | 31.0 (87.8)                                                                                            | 32.5 (90.5)                                                                                            | 31.4 (88.5)                                                                                            | 27.8 (82.0)                                                                                            | 22.7 (72.9)                                                                                            | 14.3 (57.7)                                                                                            | 10.5 (50.9)                                                                                            | 32.5 (90.5)                                                                                            |
| Trung bình ngày tối đa °C (°F)                                                                         | −4.1 (24.6)                                                                                            | 0.3 (32.5)                                                                                             | 7.4 (45.3)                                                                                             | 13.3 (55.9)                                                                                            | 17.4 (63.3)                                                                                            | 20.9 (69.6)                                                                                            | 24.1 (75.4)                                                                                            | 23.3 (73.9)                                                                                            | 19.2 (66.6)                                                                                            | 12.2 (54.0)                                                                                            | 5.7 (42.3)                                                                                             | −1.3 (29.7)                                                                                            | 11.5 (52.8)                                                                                            |
| Trung bình ngày °C (°F)                                                                                | −11.8 (10.8)                                                                                           | −6.8 (19.8)                                                                                            | 0.7 (33.3)                                                                                             | 6.6 (43.9)                                                                                             | 10.4 (50.7)                                                                                            | 13.8 (56.8)                                                                                            | 16.8 (62.2)                                                                                            | 16.1 (61.0)                                                                                            | 11.9 (53.4)                                                                                            | 4.7 (40.5)                                                                                             | −2.3 (27.9)                                                                                            | −9.2 (15.4)                                                                                            | 4.2 (39.6)                                                                                             |
| Tối thiểu trung bình ngày °C (°F)                                                                      | −18.6 (−1.5)                                                                                           | −13.9 (7.0)                                                                                            | −6.3 (20.7)                                                                                            | −0.2 (31.6)                                                                                            | 3.7 (38.7)                                                                                             | 7.1 (44.8)                                                                                             | 9.9 (49.8)                                                                                             | 9.4 (48.9)                                                                                             | 4.1 (39.4)                                                                                             | −3.1 (26.4)                                                                                            | −9.6 (14.7)                                                                                            | −15.9 (3.4)                                                                                            | −2.8 (27.0)                                                                                            |
| Thấp kỉ lục °C (°F)                                                                                    | −40.1 (−40.2)                                                                                          | −36.0 (−32.8)                                                                                          | −25.7 (−14.3)                                                                                          | −11.5 (11.3)                                                                                           | −5.6 (21.9)                                                                                            | −1.0 (30.2)                                                                                            | 2.2 (36.0)                                                                                             | −0.2 (31.6)                                                                                            | −5.0 (23.0)                                                                                            | −12.2 (10.0)                                                                                           | −23.3 (−9.9)                                                                                           | −31.5 (−24.7)                                                                                          | −40.1 (−40.2)                                                                                          |
| Lượng Giáng thủy trung bình mm (inches)                                                                | 2.7 (0.11)                                                                                             | 3.5 (0.14)                                                                                             | 3.2 (0.13)                                                                                             | 5.3 (0.21)                                                                                             | 11.7 (0.46)                                                                                            | 19.7 (0.78)                                                                                            | 13.6 (0.54)                                                                                            | 12.7 (0.50)                                                                                            | 7.8 (0.31)                                                                                             | 2.1 (0.08)                                                                                             | 0.8 (0.03)                                                                                             | 2.3 (0.09)                                                                                             | 85.4 (3.38)                                                                                            |
| Số ngày giáng thủy trung bình (≥ 0.1 mm)                                                               | 2.4 | 2.5 | 2.3 | 2.8 | 5.9 | 7.6 | 6.8 | 6.3 | 2.9 | 1.9 | 0.4 | 1.4 | 43.2                                                                                                   |
| Số ngày tuyết rơi trung bình                                                                           | 3.6 | 3.7 | 4.7 | 4.8 | 3.1 | 0.5 | 0 | 0 | 0.4 | 2.8 | 1.3 | 2.0 | 26.9                                                                                                   |
| Độ ẩm tương đối trung bình (%)                                                                         | 52 | 46 | 36 | 33 | 37 | 41 | 40 | 42 | 41 | 38 | 40 | 47 | 41 |
| Số giờ nắng trung bình tháng                                                                           | 174.9                                                                                                  | 171.1                                                                                                  | 229.6                                                                                                  | 258.9                                                                                                  | 282.3                                                                                                  | 296.3                                                                                                  | 314.2                                                                                                  | 285.2                                                                                                  | 269.8                                                                                                  | 254.6                                                                                                  | 212.3                                                                                                  | 181.1                                                                                                  | 2.930,3                                                                                                |
| Phần trăm nắng có thể                                                                                  | 57 | 55 | 61 | 65 | 64 | 67 | 71 | 69 | 74 | 75 | 71 | 61 | 66 |
| Nguồn 1: China Meteorological Administration                                                           | | | | | | | | | | | | | |
| Nguồn 2: Weather China                                                                                 | | | | | | | | | | | | | |